# 羅德西亞叢林戰爭
羅德西亞叢林戰爭為非洲南部國家羅德西亞一場於1964年7月至1979年12月間爆發的內戰，由罗德西亚總理伊恩·史密斯領導的政府（內戰後期成為埃布尔·穆佐雷瓦主教領導的津巴布韦罗德西亚政府）與另外三個勢力——津巴布韦非洲民族解放军、罗伯特·穆加贝军事派的津巴布韋非洲民族聯盟，以及約舒亞·恩科莫的津巴布韋非洲人民聯盟的津巴布韋人民革命軍之間的政治角力引發。
戰爭的開始和結束日期難以界定。爆發日期的第一種說法是1964年7月4日，非民盟将叛乱者Pieter Johan Andries (Andrew) Oberholzer谋杀；或是1965年11月11日，罗德西亚单方面宣布独立；亦或是1966年4月28日，非民盟的骨干队伍和英屬南非警察在锡诺亚（现更名为奇诺伊）附近的接触。津巴布韦当今的执政党津巴布韦非洲民族联盟－爱国阵线以官方姿態表示第三个日期是战争的爆发日，并认为該次接触是“锡诺亚战斗”。而战争结束通常公认是在1979年12月12日，根据《兰开斯特宫协定》，国家暂时回歸英国的控制之下。
1979年12月，英国政府、罗伯特·穆加贝與約舒亞·恩科莫领导的“爱国阵线”、非人盟、非民盟，以及由主教埃布尔·穆佐雷瓦與伊恩·史密斯代表的津巴布韦罗德西亚政府签署了《兰開斯特宫协定》，決議国家暂时由英国控制，新的选举于1980年3月在英国及英联邦的监管下举行。最終，非民盟赢得了选举，罗伯特·穆加贝在1980年4月18日成为津巴布韦第一任总理，津巴布韦共的独立也赢得国际社会的认可。

## 背景
羅得西亞戰爭的起源可以追溯到19世紀晚期英國南非公司征服該地區，以及反對外國統治的當地領導人的異議。英國人從1890年代開始在南羅得西亞定居，儘管從未獲得完全的統治地位，但這些定居者在1923年之後有效地統治了該國。
英國首相哈羅德·麥美倫在他著名的“變革之風”演講中，透露了英國的新政策，即只有在達成黑人多數統治下，才允許非洲殖民地獨立。但是許多白人羅得西亞人擔心，這種立即變化會造成混亂，就像前比利時剛果在1960年獨立後所造成的。
英國不願妥協，導致羅得西亞於1965年11月11日單方面宣布獨立。儘管羅得西亞得到鄰國南非和葡萄牙的支持，其仍擁有莫桑比克，但它從未獲得任何國家的正式外交承認。
儘管根據憲法，羅得西亞的投票對所有人開放，但無論種族如何，財產要求使許多黑人無法參加。1969年的新憲法只在66個席位的議會中為“非歐洲人”保留了8個席位，另外8個則保留給部落首領。
在這種背景下，非洲民族主義者主張進行武裝鬥爭以實現黑人統治，主要是譴責種族之間的貧富懸殊。在對戰術以及部落主義和人格衝突產生分歧之後，於1963年8月出現了兩個相互對立的民族主義組織：非人盟和非民盟。非民盟及其軍事翼津巴布韦非洲民族联盟人由羅伯特·穆加貝領導，主要由紹納部落組成。非人盟及其軍事聯隊津人革主要由約書亞·恩科莫領導下的恩德貝勒組成。

### 冷戰政治
冷戰政治引發了衝突。蘇聯支持津人革（ZIPRA），中國支持津巴布韦非洲民族解放军（ZANLA）。每個小組都與羅得西亞安全部隊進行了單獨的戰爭，這兩個小組有時也相互進行了戰鬥。1979年6月，古巴和莫桑比克政府向愛國陣線提供了直接軍事援助，但穆加貝和恩科莫拒絕了。其他外國捐款包括朝鮮軍事官員，他們教津巴布韋武裝分子在平壤附近的一個營地使用炸藥和武器。到1979年4月，在坦桑尼亞，埃塞俄比亞和利比亞培訓了12,000名非洲民族解放军游擊隊，而在其13500名現役幹部中的9500名在羅得西亞進行了訓練。南非秘密地向羅得西亞政府提供了物質和軍事支持。
在美國及其西方盟友的代理支持下，羅得西亞陣線（RF）在反對津人革和非洲民族解放军的共產主義意識形態上毫不妥協。伊恩·史密斯通過將衝突描述為本質上是主要的反共產主義者來進一步闡述了這一點。羅得西亞白人和一定比例的小康黑人將英國對多數統治的需求視為對他們生活方式的直接攻擊。羅得西亞人此前曾目睹過毛茂起義後共產黨對資源的重新分配，因此拒絕讓多數統治政策生效。羅得西亞的大部分經濟和土地都由白人羅得西亞人控制，並且由於擔心津人革或非洲民族解放军的全部沒收，RF決定保留非官方的少數人統治。史密斯和RF忽略了其他造成衝突的因素，因此能夠加強與西方的聯繫，但是，英國保持中立。共產黨與反共之間的分歧導致戰鬥蔓延到羅得西亞邊界。主要由朝鮮，中國和蘇聯支持的鄰國非洲國家利用共產主義物質的支持開始對RF發起游擊襲擊。
美國採取正式立場，即不承認羅得西亞為獨立主權。但是，許多在越南經歷戰役的美國士兵迅速加入了羅得西亞陣線。 RF開展了廣告活動以吸引來自西方國家的士兵，RF聚集了近1400名經過特種部隊和游擊戰訓練有素的士兵，使RF的總兵力超過10,000人。許多直接進入RF的專業美軍士兵事實上成為羅得西亞政府的成員。
蘇聯在羅得西亞叢林戰爭中投入了巨資。這是共同努力，以對抗西方反共的推動，並挑戰中國在該地區的存在。蘇聯的軍事技術迅速出現在津巴布韋的鄉村，到1979年，津人革開始使用SAM武器瞄準羅得西亞的民用資產和子爵飛機。就像他們在其他非洲國家和衝突中所做的那樣，俄羅斯人在武器和正規訓練方面支持反對派力量，但是，由於國內蘇維埃經濟開始崩潰，在整個叢林戰爭期間，俄羅斯的援助大大減少了。除了蘇聯提供的物質援助外，莫斯科還發起了一場大規模的宣傳運動，誇大了英國對沖突的介入，以增加對乾預的支持。蘇聯雖然是彈藥和訓練的大型供應國，但他們拒絕直接進入衝突。另一方面，中國人向非洲民族解放军提供有形援助的能力有限。在整個衝突中，中國的影響力主要集中在小規模的破壞活動和反西方宣傳上。
羅得西亞叢林戰爭不可避免地發生在非洲區域性冷戰的背景下，並捲入了幾個鄰國的衝突中。這樣的衝突包括安哥拉獨立戰爭（1961年－1975年）與安哥拉內戰（1975年－2002年）、莫桑比克獨立戰爭（1964年－1974年）與莫桑比克內戰（1977年－1992年）、南非邊境戰爭（1966年－1989年），以及青年黨（1977年）與青年黨衝突（1978年）。

### 前奏
當時的民族主義團體和英國政府將衝突視為民族和種族解放的戰爭。羅得西亞政府將衝突視為該國一部分人口（白人）代表全體人口（包括黑人多數）與由黑人激進分子和共產主義者組成的幾個外部資助方之間的鬥爭。自1890年以來，民族主義者就認為自己的國家被外國大國即英國占領並控制。
英國政府以總督的身分從1923年起間接統治該國，當時該國從英屬南非公司手中接管，並將自治權授予了以白人為主的地方當選政府。伊恩·史密斯的羅得西亞陣線黨在1962年當選，並於1965年11月11日單方面宣布獨立，以維護自1923年以來一直擁有的自治權。
羅得西亞政府辯稱，它通過與共產黨人進行鬥爭來捍衛西方的價值觀，基督教，法治和民主，但它不願意在大多數政治，經濟和社會不平等問題上妥協。史密斯政府宣稱，黑人紹納人和恩德貝勒人的合法聲音是傳統的酋長，而不是紮努人和扎普族的民族主義者，他們認為這是危險的暴力篡奪者。
1978年至1979年，史密斯政府試圖通過加入“內部解決方案”來削弱民族主義事業的力量，該方案結束了少數派統治，將該國更名為津巴布韋-羅德西亞，並安排了多種族選舉， 1979年，主教阿貝爾·穆佐雷瓦（Abel Muzorewa）獲勝，他成為該國首位黑人政府首腦。民族主義勢力對此不滿意，並因英國拒絕承認新秩序而受到鼓舞。
戰爭在南非（其主要支持者）和美國的敦促下，在1979年12月的《蘭開斯特宮協定》中將津巴布韋-羅得西亞政府割讓給英國。1980年，英國政府舉行了另一場選舉新政府。選舉由非民盟贏得。由羅伯特·穆加貝領導的新政府獲得了國際認可，該國更名為津巴布韋。

## 交戰方

### 羅得西亞安全部隊

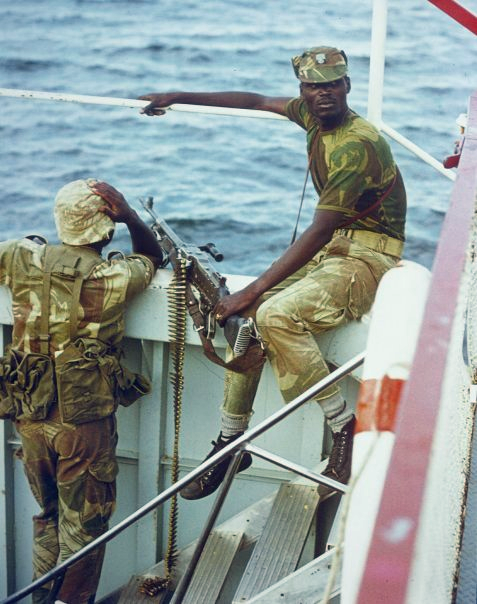
1976年12月，兩名羅得西亞非洲步槍士兵在卡里巴湖上的一艘巡邏船上。黑人羅得西亞人組成了政府安全部隊的大部分，但有些部隊是全白人的。

儘管受到經濟和外交制裁的影響，羅得西亞仍發展並維持了一支專業的軍事力量。1977年6月，《時代》雜誌報導“羅得西亞安全部隊是世界上最優秀的戰鬥部隊之一。”
軍隊總規模相對其他勢力顯得小，1970年時只有3400名正規軍。到了1978-79年間，名義上大約有40,000名預備役人員以及大約10,800名常備部隊，到了戰爭的最後一年，現役軍人也只有15,000名。正規軍由部分是由專業的白人士兵組成（例如羅得西亞SAS和羅得西亞輕步兵，甚至全是白人的），但到1978年至1979年，其餘多數為作戰單位多由黑人組成。
相反的，軍隊的預備役大都是白人，在戰爭快要結束時，人們越來越多地要求其應對日益增長的叛亂。常規軍隊得到準軍事英屬南非警察的支持，其中約有8,000至11,000人（其中大多數是黑人）和19,000至35,000名警察預備役人員（與他們的軍方人員一樣，大部分都是白人）。警察預備役是一種國土防衛部隊。
戰爭見證了羅得西亞常客以及塞盧斯童軍和羅得西亞SAS等精英部隊的廣泛行動。羅得西亞軍隊與黑人民族主義游擊隊進行了艱苦的戰鬥。羅得西亞陸軍也主要由黑人團組成，例如羅得西亞非洲步槍。隨著戰爭的進行，越來越多的後備軍經常被用來補充專業士兵和許多來自海外的志願者。
到1978年，所有60歲以下的白人都被定期召入軍隊。 35歲以下的年輕人可能會期望在軍隊和家中輪流度過六個星期。許多海外志願人員來自英國，愛爾蘭，南非，葡萄牙，香港，加拿大，澳大利亞，新西蘭和美利堅合眾國，後三国因近期的越南戰爭經歷受到高度重視。
考慮到武器禁運，羅得西亞陸軍裝備精良。標準步兵武器是在南非生產的比利時FN FAL步槍，其許可證是R1步槍，並由來自葡萄牙軍隊的HK G3步槍補充。但是，後備役人員和英屬南非警察也使用了其他武器，例如FAL的英國L1A1（'SLR'）變型和較舊的英國李-恩菲尔德螺栓式步槍。其他武器包括.303和7.62mm北約口径的布倫轻机枪，斯登冲锋枪，乌兹冲锋枪，勃朗寧大威力手槍，柯爾特M16步槍（戰爭後期），FN MAG（FN MAG58）通用機槍，81毫米迫擊砲和M18A1阔剑地雷。在進行UDI之後，羅得西亞嚴重依賴南非和國內生產的武器和設備以及國際走私行動，通常被稱為“制裁破壞” 。以“借/租”計劃的形式向羅得西亞提供支持，以及南非武裝部隊許多分支機構的官方和非官方支持。
羅得西亞空軍（RhAF）操作了多種設備並發揮了許多作用，空中力量為羅得西亞人提供了比其游擊敵人更大的優勢。機隊主要由英國飛機組成，大部分是過時的飛機，例如第二次世界大戰的老式道格拉斯·達科他運輸機和英國的哈維蘭吸血鬼機。武器禁運導致缺乏外部供應商的備件，RhAF必須尋找其他方法來保持飛機飛行。較大的南非空軍從1966年開始就為RhAF的作戰提供廣泛的訓練，飛機和機組人員。羅得西亞人還使用了更現代的飛機，例如小販獵人和堪培拉轟炸機，塞斯納空中霸王以及AérospatialeAlouette III（SA316）直升飛機，直到由Agusta Bell 205進行補充。戰爭後期，羅得西亞軍隊得以走私並使用了幾架Agusta Bell UH-1 Iroquois直升機。
戰爭開始時，羅得西亞的大部分軍事硬件都起源於英國和英聯邦，但在衝突過程中，從南非採購了諸如伊蘭德裝甲車之類的新設備。戰爭的最後一年，南非人將數輛波蘭製造的T-55坦克運往烏干達的伊迪·阿敏政權。羅得西亞人還生產了多種輪式防雷裝甲車，通常使用梅賽德斯·尼莫格，陸虎和貝德福德卡車的零件，包括未經許可的梅賽德斯·奔馳UR-416的副本。
在戰爭過程中，大多數白人公民都攜帶個人武器，看到白人家庭主婦攜帶衝鋒槍並不少見。出於保護的目的，必須護送所有平民運輸工具以防伏擊。農村地區的農場和村莊經常受到游擊隊的襲擊。
羅得西亞政府將該國劃分為八個地理操作區域：西北邊境（遊騎兵行動），東部邊境（飛鏢行動），東北邊境（颶風行動），東南邊境（排斥行動），中部地區（抓斗行動），卡里巴（分裂行動），馬塔貝萊蘭（切線行動），索爾茲伯里和地區（“ SALOPS”）。

### 民族主義游擊隊
反對伊恩·史密斯政府的兩個主要武裝團體是津巴布韋非洲民族解放軍（ZANLA），非民盟的武裝部門和津巴布韋人民革命軍（津人革），津巴布韋的武裝部門非人盟。 這場戰鬥主要是在農村進行，因為兩個敵對運動試圖贏得農民的支持並招募戰鬥人員，同時騷擾政府和白人平民。 為了確保地方統治，非洲民族解放军和津人革有時相互對抗，也與安全部隊對抗。

#### 津巴布韋非洲民族解放軍
津巴布韋非洲民族解放軍（Zimbabwe African National Liberation Army）是非民盟的武裝部隊。該組織還與莫桑比克獨立運動FRELIMO有密切的聯繫。最終，非洲民族解放军在該國一半以上的國家或多或少處於永久性地存在，戰爭結束時復員基地的位置就證明了這一點，該基地位於除馬塔貝萊蘭北部以外的每個省。此外，儘管他們的政黨在1978年以後成立了聯合陣線，但他們仍在與津人革進行內戰。非洲民族解放军的意圖是佔領地面，取代農村地區的行政機構，然後發起最後的常規戰役。非洲民族解放军致力於通過武力，說服力，親屬關係以及與精神媒介的合作，將農村地區政治化。
非洲民族解放军試圖通過在道路上種植蘇聯反坦克地雷來使羅得西亞的努力和經濟陷入癱瘓。從1972年到1980年，共發生了2,504輛地雷（主要是蘇聯TM46）汽車爆炸，造成632人死亡，4,410人受傷。從1978年（每天引爆或回收894枚地雷或2.44枚地雷）到1979年（每天2,089枚地雷或5.72枚地雷），道路採礦增加了33.7％。
作為回應，羅得西亞人與南非人合作開發了一系列防雷車。他們首先用水代替了輪胎中的空氣，水吸收了一些爆炸並減少了爆炸的熱量。最初，他們使用鋼製導流板，沙袋和礦井輸送帶保護身体。後來，帶有V形爆炸船體的特製車輛分散了爆炸，這種車輛使死亡的情况大大减少。

### 津巴布韋人民革命軍
津巴布韋人民革命軍（Zimbabwe People's Revolutionary Army）是由約書亞·恩科莫和非人盟政治組織領導的，基於恩德貝勒族裔的反政府力量。與非洲民族解放军的莫桑比克聯繫相反，恩科莫的津人革更偏向於贊比亞作為當地據點。但是，贊比亞政府並不總是會提供這種支持：到1979年，駐紮在贊比亞的津人革，民族之矛（南非非洲人國民大會的武裝部隊）和西南非SWAPO戰鬥機的聯合部隊是主要力量對贊比亞內部安全的威脅。因為非人盟的政治策略比武裝部隊更依賴於談判，所以津人革的增長速度比非洲民族解放军慢，而且精心程度較低，但是到1979年，津人革的戰鬥人員估計有20,000人，幾乎全部駐紮在贊比亞盧薩卡附近的營地。
津人革負責分別於1978年9月3日和1979年2月12日對民用羅得西亞子爵航空飛機的兩次攻擊。游擊隊使用SA-7地對空導彈從卡里巴機場登上飛機時擊落了每架飛機。津人革從其蘇聯教官那裡徵求意見，以製定人民革命的願景和戰略。大約1,400名蘇聯人，700名東德人和500名古巴教官被部署到該地區。
在蘇聯的建議下，津人革建立了常規部隊，並在贊比亞用蘇聯裝甲車和許多小型飛機進行了機動化。津人革（即非人盟）的意圖是允許非洲民族解放军將羅得西亞軍隊帶到失敗的地步，然後從更輕的非洲民族解放军部隊和基本上被擊敗的羅得西亞人手中奪取勝利。津人革在羅得西亞內保持清淡的存在，與之交涉，與農民保持聯繫，有時與非洲民族解放军發生衝突。
津人革的常規威脅部分分散了羅得西亞軍隊與非洲民族解放军作戰的注意力。到1970年代後期，津人革制定了一種戰略，名為“衝進天堂”，從有限的裝甲車和輕型飛機的支持下，從贊比亞發起常規入侵。羅得西亞武裝部隊從未採取行動摧毀贊比亞利文斯通附近的津人革基地。
非人盟/津人革接管津巴布韋的戰略被證明是不成功的。無論如何，將權力移交給黑人民族主義者不是根據薩普省/齊普拉省的軍事接管，而是通過和平和國際監督的選舉進行的。羅得西亞短暫地恢復了英國的統治，1980年初舉行了大選。這次大選受到英國和國際部隊的監督。
非洲民族解放军/津巴布韦非洲民族联盟的羅伯特·穆加貝贏得了這次選舉，因為他是多數種族Shona的唯一主要競爭對手。穆加貝掌權後，在國際上被公認為津巴布韋的領導人，並被任命為政府首腦，並得到了絕大多數民族的支持。因此，他能夠迅速而不可逆轉地鞏固自己的力量，並因此迫使非人盟的軍隊津人革放棄了取代津巴布韦非洲民族联盟（非洲民族解放军）的國家的希望。

## 戰前事件

### 公民抗命（1957年－1964年）

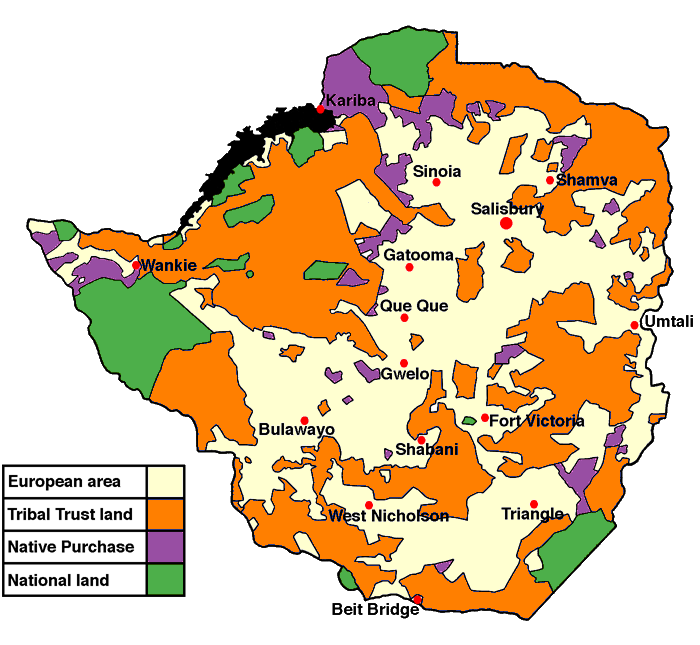
1962年，羅得西亞在黑人（橙色和紫色）和白人（黃色）區域大致相等。 執政的聯邦黨提議刪除種族界定的邊界，保留的部落信任土地（橙色）除外，該領土約佔該國的45％。

1956年9月，索爾茲伯里的公共汽車票價被提高得如此之高，以至於工人將其收入的18％至30％用於交通。作為回應，市青年聯盟抵制了聯合運輸公司的公共汽車，並成功地阻止了價格變化。 1957年9月12日，青年聯盟和已解散的非國大成員組成了由約書亞·恩科莫領導的南羅得西亞非洲人國民大會。白人政府於1959年禁止了SRANC，並於2月29日在“日出行動”中逮捕了307名領導人，不包括出國的恩科莫。
恩科莫、穆加贝、Herbert Chitepo和Ndabaningi Sithole於1960年1月成立了民族民主黨。恩科莫於10月成為其領導人。以恩科莫為團長的新民主黨人代表團參加了1961年1月的制憲會議。雖然恩科莫最初支持憲法，但在其他新民主黨人領導人不同意之後，他改變了立場。 1961年12月，政府禁止了NDP，並逮捕了NDP領導人，但不包括再次出國的恩科莫。恩科莫成立了津巴布韋非洲人民聯盟，懷特海政府於1962年9月禁止了該組織。
聯邦黨（UFP）自1934年以來一直執政，贏得了“機構”的稱號，大致代表了南羅得西亞的商業和主要農業利益。UFP以種族“夥伴關係”的票證參加了1962年的大選，黑人和白人將攜手合作。將立即廢除所有種族歧視性立法，包括《土地分配法》，該法將土地的某些區域定義為僅允許黑人購買，其他區域僅允許白人購買，其他區域則對所有種族開放。
大約有45％的國土以這種方式分裂。另有45％的人包括保留下來的部落信任土地（Tribal Trust Lands），裡面有部落成員，並以與美洲印第安人保留地類似的方式賦予了地方首領和酋長一定程度的自治權。其餘的是國土。該國最初是在白人移民初期以這種方式分裂的，以防止新來者利用其上等的資金來購買該國的所有土地。
UFP提議廢除黑白購買區，但保留部落信託和國家土地。它還致力於普遍的黑人進步。這些提議在很大程度上被大多數白人選民拒之門外，他們擔心過早的黑人優勢會威脅羅得西亞的經濟繁榮和安全以及他們自己的個人事務。
大多數人放棄執政的UFP政黨，在1962年大選中輸給了新成立的羅得西亞陣線（RF），這是一個保守派政黨，反對立即轉向黑人統治。溫斯頓·菲爾德和伊恩·史密斯分別擔任總理和副總理。依法禁止成立新政黨的恩科莫將非人盟的總部遷至坦桑尼亞的達累斯薩拉姆。
1963年7月，恩科莫暫停了恩達巴寧基·西特霍（Ndabaningi Sithole）、羅伯特·穆加貝、利奧波德·塔維拉（Leopold Takawira）和華盛頓·馬良加（Washington Malianga）反對他們繼續領導扎普聯盟的領導。8月8日，他們宣佈建立津巴布韋非洲民族聯盟。非民盟成員組成了一支津巴布韋非洲民族解放軍好戰組織，並將非洲民族解放军成員派往中華人民共和國進行培訓。

## 戰爭歷程

### 第一階段（1964年－1972年）

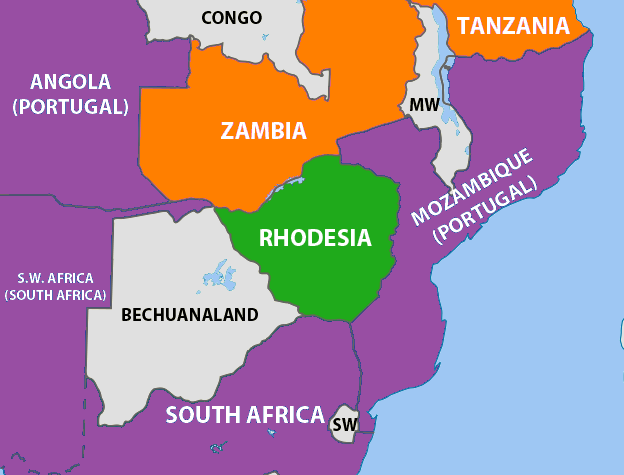
1965年11月11日UDI時期的地緣政治形勢。羅得西亞為綠色，對民族主義者友好的國家為橙色，對政府友好的國家（南非和葡萄牙）為紫色。

1964年7月4日，非民盟叛亂分子伏擊並殺害了Silverstreams Wattle Company的一名白人工頭，彼得·約翰·安德里斯（安德魯）·奧伯霍爾澤。這場殺戮對這個小而緊密的白人社區產生了持久影響。史密斯政府於1964年8月拘留了非民盟和非人盟領導人。被監禁的主要領導人是Ndabaningi Sithole，Leopold Takawira，Edgar Tekere，Enos Nkala和Maurice Nyagumbo。非洲民族解放军Dare ReChimurenga的其餘軍事領導人是Josiah Tongogara和大律師Herbert Chitepo。激進分子從贊比亞和後來的莫桑比克基地開始行動，開始對羅得西亞發動襲擊。
1965年11月11日，英國羅得西亞單方面宣布獨立後，衝突加劇。制裁（禁運）是英國實施的，並得到聯合國會員國的認可。禁運意味著羅得西亞因缺乏現代設備而受阻，但它通過南非種族隔離政府使用其他手段來接收重要的戰爭物資，例如石油，彈藥和武器。戰爭物資還通過精心製定的國際走私計劃，國內生產以及俘獲的滲透敵方戰鬥人員獲得。
5個月後的1966年4月28日，羅得西亞安全部隊在戰爭的第一次大規模交戰中與武裝分子在錫諾亞交戰。三週後，七名非洲民族解放军被殺，為了報復，倖存者在哈特利附近的農場殺死了兩名平民。
在葡萄牙統治莫桑比克期間，直到1974–1975年，羅得西亞能夠相對輕鬆地保衛與贊比亞的邊界並防止許多游擊隊入侵。它在從卡里巴湖到莫桑比克邊界的贊比西河上建立了強大的防禦體系。在這裡，以移動快速反應部隊為支撐，以8公里的間隔建立了30人的營地。從1966年到1970年，這些防禦措施使175名叛亂分子喪生，他們損失了14名守衛人員。衝突一直持續到1972年12月21日，當時非洲民族解放军對羅得西亞東北部的Altena Farm發動了進攻。作為回應，羅得西亞人開始向外國營地和集結地區的民族主義者發起進攻，然後才滲透到羅得西亞。
特勤局的秘密越境行動始於1960年代中期，羅得西亞安全部隊已經開始對莫桑比克進行緊追。但是，在對Altena Farm的襲擊發生三週後，非洲民族解放军殺死了兩名平民，並綁架了三分之一的人進入莫桑比克，然後綁架了坦桑尼亞。作為回應，在葡萄牙政府的批准下，SAS部隊在第一次正式批准的外部行動中被插入莫桑比克。羅得西亞政府開始批准越來越多的外部行動。
在衝突的第一階段（直到1972年底），羅得西亞的政治和軍事地位很強。民族主義游擊隊沒有取得重大進展。 1970年代初期，兩個主要的民族主義者集團面臨嚴重的內部分歧，非洲統一組織的援助在1971年被暫時中止，據稱他們策劃了對肯尼思·昆達總統的陰謀，將他們驅逐出贊比亞129名。
英國在經濟上孤立羅得西亞的努力並未引起史密斯政府的重大妥協。確實，在1971年末，英國和羅得西亞政府談判達成了一項折衷的政治解決方案，這本該屈從於史密斯政府將多數制統治推遲到無限期未來的議程。然而，當發現對多數羅得西亞非洲人口來說，這種拖延的多數人統治方法是不可接受的，這筆交易卻破裂了。
1971年，羅得西亞加入了針對南部非洲的秘密防禦聯盟Alcora Exercise，該聯盟於1970年由葡萄牙和南非正式成立。 Alcora正式並加深了這三個國家之間的政治和軍事合作，以對抗羅得西亞，安哥拉，莫桑比克和西南非的革命叛亂以及對抗敵對的鄰國。
但是，葡萄牙在莫桑比克的統治結束，對羅得西亞政府施加了新的軍事和政治壓力，要求其接受直接多數統治的原則。

### 第二階段（1972年－1979年）
黑人民族主義者繼續從鄰國贊比亞的僻靜基地和在莫桑比克葡萄牙殖民地的解放陣線控制的地區開展活動，定期襲擊羅得西亞。到1973年，阿爾特納農場襲擊後，特別是在該國的東北部，非洲人口的一部分被從邊境地區撤離，並且白人的義務兵役期延長到一年，游擊活動增加了。隨著戰爭的加劇，招募了年齡在38至50歲之間的人，儘管這種情況在1977年進行了修改。不允許任何17歲的白人男性離開該國。
1974年4月，葡萄牙的左翼康乃馨革命宣告了莫桑比克殖民統治即將結束。幾個月內成立了過渡政府，莫桑比克於1975年6月25日在解放陣線的統治下獨立。事實證明，此類事件對非洲民族解放军有利，對羅得西亞人造成了災難，增加了1300公里（800英里）的敵對邊界。的確，隨著葡萄牙帝國的滅亡，伊恩·史密斯意識到羅得西亞在三個方面被敵對國家包圍，並宣布正式進入緊急狀態。莫桑比克很快關閉了邊界，但羅得西亞軍隊繼續進行“緊追”突襲，襲擊了民族主義者及其訓練營，並與莫桑比克安全部隊發生了小規模衝突。
顯然，到1975年至1976年，無限期地推遲多數統治已經不再可行，而後者是自UDI以來史密斯政府戰略的基石。甚至南非對羅得西亞的明顯支持也在減弱。南非開始縮減對羅得西亞的經濟援助，限制了向羅得西亞軍方提供的燃料和彈藥的數量，並撤回了他們以前為協助戰爭而提供的人員和設備，包括已經部署的邊防警察部隊。幫助保衛羅得西亞-贊比亞邊界。
1976年，現役軍人的時間延長到18個月。這立即生效，隨著即將結束一年服務的士兵發現他們的現役延長了。即使在退役後，白人也進入了預備役部隊，並經常被徵召執勤並長期服兵役。此外，羅得西亞還招募黑人自願參加兵役。到1976年，羅得西亞軍隊的一半由黑人士兵組成。儘管一些人對他們的忠誠提出了質疑，但羅得西亞政府表示對他們的忠誠毫無疑問，并計劃培訓黑人官員。引入了針對應徵入伍黑人的立法，該立法於1979年生效，但對召集者的反應很差。羅得西亞還招募了外國志願人員為他們服務，其中包括在the得斯鷹隊和7個獨立公司中服務的外國人團體。
1976年末，伊恩·史密斯接受了美國國務卿亨利·基辛格提出的在兩年內實行多數制的妥協提議的基本內容。史密斯政府隨後尋求與溫和的黑人領導人談判達成可接受的解決方案，同時在關鍵地區保留強大的白人影響力。反過來，羅得西亞軍隊的目的是最大程度地侵蝕非洲民族解放军和津人革不斷增強的軍事力量，以便“爭取時間”達成可以接受的政治解決方案。

#### 生化武器的使用
隨著戰爭的繼續加劇，羅得西亞安全部隊發起了一項化學和生物武器計劃，以殺死羅得西亞內部以及贊比亞和莫桑比克外部營地中的游擊隊。這項努力有三個方面。首先，它的目的是通過接觸人員提供的受污染的用品消除在羅得西亞境內活動的游擊隊，這些用品是從隱藏的藏匿處回收的，或者是從農村商店被盜的。
其次，它旨在污染進入羅得西亞的游擊隊滲透路線上的水源，迫使游擊隊要么穿越乾旱地區運送更多的水和更少的彈藥，要么穿越安全部隊巡邏的地區。最後，羅得西亞人試圖通過毒害食物，飲料和藥品來擊打莫桑比克難民營中的游擊隊。
羅得西亞計劃中最常用的化學物質是對硫磷（一種有機磷酸鹽殺蟲劑）和th（一種常見於滅鼠劑中的重金屬）。羅得西亞人選擇使用的生物製劑還包括霍亂弧菌（霍亂的病原體）和炭疽桿菌（炭疽的病原體）。他們還研究了使用立克次氏病（流行性傷寒的病原體）和傷寒沙門氏菌（傷寒的病原體）以及毒素，例如蓖麻毒素和肉毒桿菌毒素。

#### Nyadzonya突襲
羅得西亞安全部隊召集了兼職士兵，為1976年5月2日的一次重大反攻做準備。1976年8月9日，羅得西亞塞盧斯童軍在前非洲民族解放军指揮官Morrison Nyathi的協助下，襲擊了莫桑比克Nyadzonya的非洲民族解放军營地，其中有5,000多名游擊隊和數百名難民。塞勒斯童軍（編號72）穿著FRELIMO制服，偽裝他們的車輛，貼上FRELIMO車牌，並用FRELIMO顏色塗漆。白人士兵戴著黑色的滑雪面具。他們於8月9日0005小時越過無人邊境進入莫桑比克，並驅車經過清晨到達營地，途經數名FRELIMO哨兵，他們經過時向他們敬禮。
當他們在0825小時到達非洲民族解放军營地時，六名正在執行任務的非洲民族解放军士兵允許他們進入，羅得西亞的車輛駛入並在閱兵場邊緣附近佔據了預定的位置，在該位置上約有4,000名游擊隊員。當一切準備就緒時，羅得西亞士兵拿起他的車載揚聲器，在紹納宣布“津巴布韋tatora”，意思是“我們拿下了津巴布韋”，尼亞提吹響了哨子，示意幹部鼓起勇氣。這些幹部開始歡呼，朝著車輛跑去，隨著更多人從營地的其他地方跑到閱兵場上，他們圍著他們走。
羅得西亞人隨後開火併繼續射擊，直到閱兵場上沒有任何動靜，然後他們才返回羅得西亞。據報導，羅得西亞人殺死了300多名非洲民族解放军叛亂分子，四名塞盧斯童軍輕傷。 非洲民族解放军的官方報告證實了這一數字，儘管非洲民族解放军和津人革公開宣稱Nyadzonya曾經是難民營。
後來，在1976年10月7日，武裝分子炸毀了馬泰西河上的一座鐵路橋，當時一列載有礦石的火車經過。

#### 戰爭升級（1977年）
到1977年，戰爭已蔓延到整個羅得西亞。非洲民族解放军繼續從莫桑比克開展行動，並在羅得西亞東部和中部的Mashona人民中仍然占主導地位。同時，津人革在北部和西部仍然活躍，利用贊比亞和博茨瓦納的基地，主要由恩德貝勒部落支持。隨之而來的是游擊隊的精巧，組織和現代武器，儘管許多人仍未受過訓練，但越來越多的人在共產主義集團和其他有同情心的國家接受了訓練。

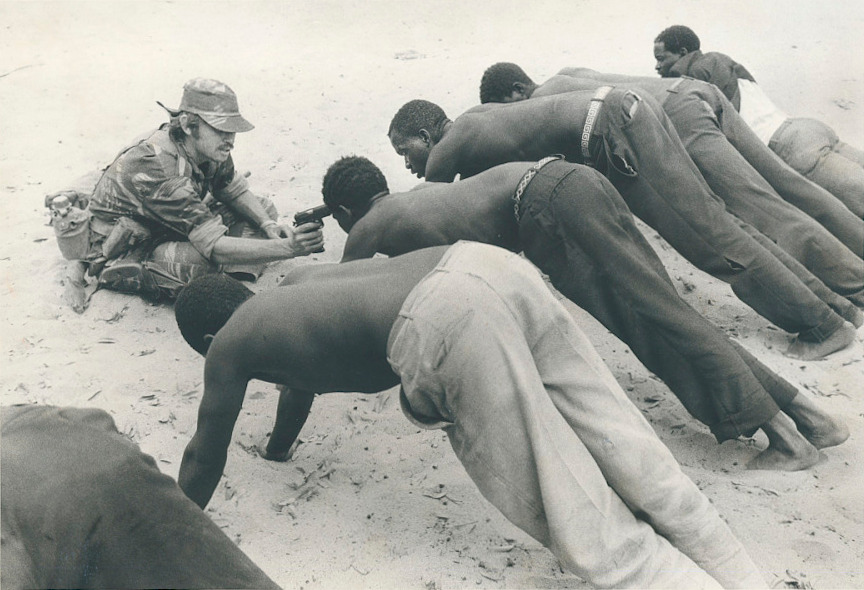
1977年秋天，一名羅得西亞士兵向博茨瓦納邊界附近的村民發問

1977年4月3日，彼得·沃爾斯將軍宣布，政府將發起一場運動，以贏得羅得西亞黑人公民的“心靈”。5月，沃爾斯收到了有關非洲民族解放军部隊在莫桑比克加沙省Mapai市集結的報導。史密斯總理允許沃爾斯摧毀該基地。沃爾斯對媒體說，羅得西亞軍隊正在將戰術從遏制和控制改為搜索和摧毀，“在必要時採取緊追”。
1977年5月30日，在阿茲台克行動期間，有500名部隊越過莫桑比克邊界，向馬帕100公里（60英里），使羅得西亞空軍和C-47達科他州傘兵的空中掩護與非洲民族解放军部隊交戰。羅得西亞政府表示，軍方殺死了32名非洲民族解放军戰鬥人員，並失去了一名羅得西亞飛行員。莫桑比克政府對傷亡人數表示懷疑，稱其擊落了三架羅得西亞飛機和一架直升機，並俘虜了數名戰俘，但聯合行動部部長羅傑·霍金斯否認了所有這些人。
聯合國秘書長库尔特·瓦尔德海姆於6月1日譴責這一事件，而沃爾斯（Walls）在一天后宣布，羅得西亞軍隊將佔領馬派（Mapai），直到他們消除了非洲民族解放军的存在。但是美國，英國和蘇聯政府也譴責了突襲行動，後來羅得西亞軍隊撤離了該地區。聯合國安全理事會在1977年6月30日第411號決議中譴責了“南羅得西亞的非法種族主義少數政權”的入侵。
武裝分子於1977年8月6日炸毀了索爾茲伯里的Woolworths百貨商店，炸死11人，炸傷70人。他們於8月21日在羅得西亞東部殺死了16名黑人平民，並燒毀了一個白人擁有的農場的房屋。1977年11月，響應莫桑比克非洲民族解放军游擊隊的集結，羅得西亞部隊發動了“丁戈行動”，這是對莫桑比克奇莫約和特姆貝的游擊營地的先發製人的聯合突擊突襲。襲擊發生於1977年11月23日至25日，為期三天。據報導，這些行動給羅伯特·穆加貝的非洲民族解放军幹部造成了數以千計的人員傷亡，但在隨後的幾個月中可能削弱了游擊隊的入侵，但直到1978年，叛亂活動一直在穩步加劇。
為了破壞FRELIMO對莫桑比克的控制，羅得西亞中央情報組織（Rhodesian Central Intelligence Organization）幫助在莫桑比克境內創建和支持了叛亂運動。 即使羅得西亞軍隊在莫桑比克境內與非洲民族解放军作戰，該游擊隊也稱為RENAMO，與FRELIMO作戰。

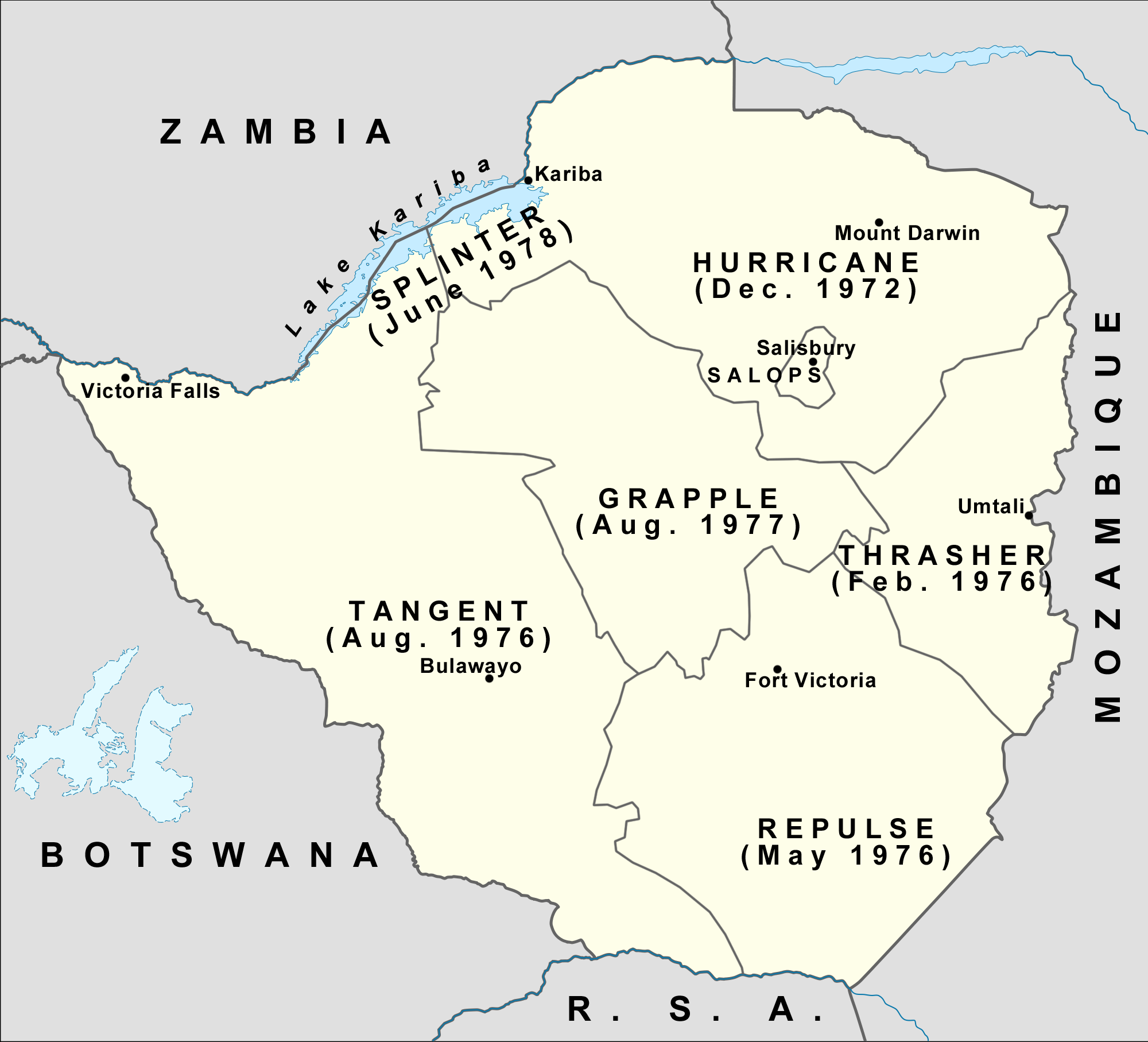
該圖顯示了衝突期間羅得西亞安全部隊的行動區域。

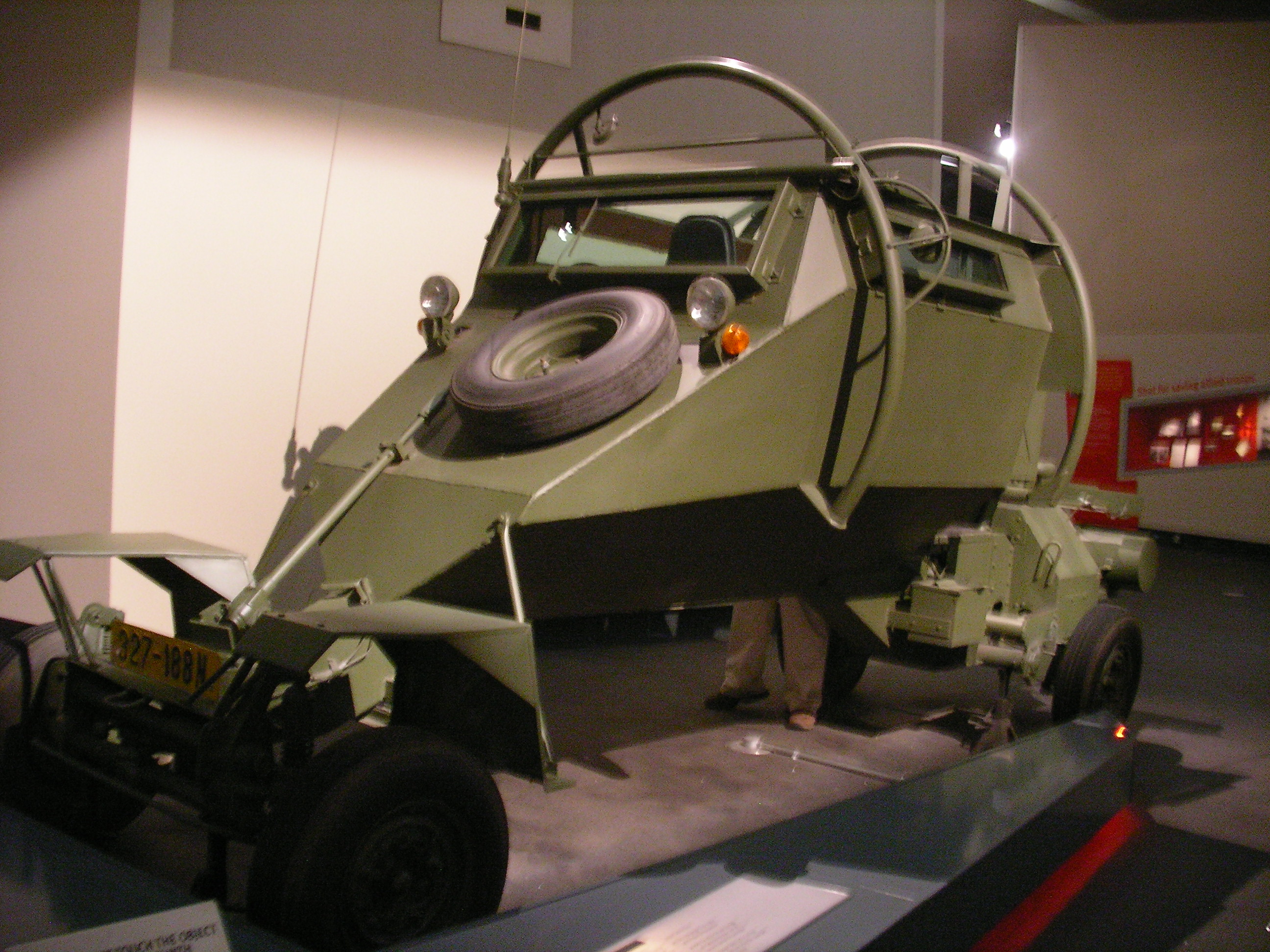
1970年代後期在羅得西亞設計和製造的Leopard APC防雷車，以大眾汽車發動機為基礎。 此展品陳列在英國曼徹斯特北部帝國戰爭博物館中

1978年5月，有50名平民在馬克思主義激進分子與羅得西亞軍隊之間的交火中喪生，是迄今為止在一次交戰中喪生的人數最多的國家。7月，愛國陣線成員殺死了39名黑人平民，羅得西亞政府殺死了106名激進分子。1978年11月4日，沃爾斯說，已經說服了2,000名愛國陣線武裝分子叛逃並為羅得西亞安全部隊作戰。 1978年12月，一個非洲民族解放军部隊穿透了索爾茲伯里的郊區，向主儲油庫發射了一系列火箭彈和燃燒彈。儲罐燃燒了五天，散發出一團煙霧，在130公里（80英里）處可以看到。一半的石油產品（羅德西亞四分之一的燃料）被銷毀了。
1978年，450名非洲民族解放军武裝分子進入莫桑比克，襲擊了烏姆塔利鎮。當時，津巴布韦非洲民族联盟說激進分子是女人，這是一個不尋常的特徵，但喬伊斯·穆朱魯（Joyce Mujuru）在1996年說，其中涉及的絕大多數是男人，津巴布韦非洲民族联盟編造了這個故事，以使西方組織相信女人參與了戰鬥。為了對這些行為進行報復，羅得西亞空軍使用“疲勞的”堪培拉B2飛機和小販獵人對莫桑比克內125英里處的游擊營地進行了轟炸，但積極地，但秘密地得到了幾架堪培拉B（I）12飛機的支持。南非空軍1978年對莫桑比克和贊比亞的游擊隊營地和集會區進行了多次聯合轟炸機突襲，南非空軍代表羅得西亞空軍進行了廣泛的空中偵察以及對游擊隊營地和後勤的監視。

#### 客機被擊落
在恩科莫的津人革民族主義者使用蘇聯提供的SA-7熱導導彈擊落了兩架無武裝的維克斯子爵民用客機之後，羅得西亞的外部行動擴展到了贊比亞。津人革幹部從喀里巴機場（Kariba Airport）登上通往索爾茲伯里的上昇路徑之下，於1978年9月3日擊落了羅德西亞航空825號航班，並於1979年2月12日擊落了羅德西亞航空827號航班。在第一次事件中，機上有18名平民倖存下來，其中五人喪生。遠去找水。半小時後，九名津人革戰鬥機抵達，承諾提供幫助。 13個倖存者中有3個在見到他們時就藏起來了。用《時代》雜誌的話來說，津人革的干部“在殘骸中將十個人聚集在一起，搶走了他們的貴重物品，最後用自動武器射擊將其擊落”。恩科莫聲稱對這次襲擊負責，並以羅得西亞人認為幸災樂禍的方式向英國廣播公司表示。在第二次襲擊中，機上59人全部喪生。
為了報復1978年9月的825航班被擊落，羅得西亞空軍的堪培拉轟炸機，獵人的轟炸機和直升機武裝部隊於1978年10月襲擊了盧薩卡附近韋斯特蘭茲農場的津人革游擊隊基地，通過廣播警告贊比亞部隊不要干涉。
使用落入達科他州的跳傘者和直升機的“空洞”技術進行轟炸和後續“空中機動”打擊的有效性提高，對沖突的發展產生了重大影響。直到1979年9月，儘管在莫桑比克的游擊部隊日趨複雜，塞盧斯偵察兵在大砲和空中支援下對“新奇莫伊奧”進行的突襲據報仍導致扎納拉傷亡慘重。然而，突襲成功關於索爾茲伯里羅得西亞的戰略燃料儲備，也強調了在戰爭進一步擴大之前達成談判解決辦法並獲得國際認可的重要性。

### 軍事壓力
更大的問題是，到1979年，在羅得西亞境內的津人革和非洲民族解放军力量合計至少達到12,500游擊隊，很明顯，叛亂分子以比羅得西亞軍隊能夠殺死或俘獲的速度更快的速度進入該國。此外，該國境外仍未派遣22,000名津人革戰鬥機和16,000名非洲民族解放军戰鬥機。約書亞·恩科莫的津人革部隊正準備在贊比亞部署部隊，目的是通過常規入侵與羅得西亞人對峙。在短期內對訓練有素的羅得西亞軍隊和空軍的入侵是否能夠取得成功，這值得懷疑。然而，顯而易見的是，叛亂力量每天都在增加，安全部隊繼續控制整個國家的能力正受到嚴重挑戰。
通過使平民處於危險之中，津人革和非洲民族解放军在創造加速白人移民的條件方面特別有效。這不僅嚴重損害了白人的士氣，而且還逐漸減少了訓練有素的軍隊和警察儲備。
戰爭也使經濟遭受重創。羅得西亞的GDP在1970年代後期持續下降。[108]經濟下滑的部分原因是白人被要求長期服兵役，這也影響了許多羅得西亞人的家庭。
因此，在政治上，羅得西亞人將所有希望寄託在1978年與溫和的黑人民族主義領導人談判達成的“內部”政治解決方案上，以及其獲得外部認可和支持的能力。這種內部解決導致根據1979年的新憲法成立了津巴布韋羅得西亞。

### 憲法改革
根據1978年3月的協議，該國更名為津巴布韋-羅得西亞，在1979年4月24日的大選中，阿貝爾·穆佐雷瓦主教成為該國第一位黑人總理。 1979年6月1日，約西亞·錫安·古米德（Josiah Zion Gumede）成為總統。內部定居點使軍隊，警察，公務員和司法機構的控制權由白人掌握，並向白人保證了議會中約三分之一的席位。這實質上是白人和黑人之間的權力分享安排。由恩科莫和穆加貝領導的各派譴責新政府為羅得西亞白人的傀儡，而戰鬥仍在繼續。新當選的保守黨政府玛格丽特·撒切尔夫人希望在1979年5月大選後實現對內部解決方案和津巴布韋-羅得西亞的認可。同樣，儘管美國參議院投票決定取消對津巴布韋-羅得西亞的製裁，卡特政府也拒絕承認內部解決方案。
柴契爾首相清楚地同情內部定居點，並認為非洲民族解放军和津人革領導人是恐怖分子，但她準備支持推動進一步妥協的努力，如果它能結束戰鬥的話。英國也不願承認內部解決方案，因為擔心破壞聯邦的統一。因此，1979年下半年，柴契爾政府在倫敦召集了一次和平會議，邀請了所有民族主義領導人參加。

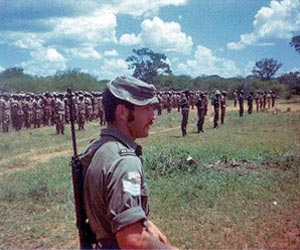
聯邦監察部隊成員，負責監督津人革集結點。

這次會議的結果將被稱為《蘭開斯特議院協議》。會議期間，津巴布韋-羅得西亞政府接受了1978年內部定居點的沖淡，穆加貝和恩科莫同意結束戰爭，以換取他們可以參加的新選舉。 1979年末取消了對羅得西亞的經濟制裁，該國恢復了英國的臨時統治，直到可以舉行選舉。根據1979年12月11日的1979年津巴布韋-羅得西亞憲法（修正案）（第4號），該國正式恢復為南羅得西亞的殖民地地位。津巴布韋-羅得西亞議會放棄了自己的權力，英國政府任命蘇阿姆勳爵統治該國為總督，於12月12日抵達索爾茲伯里，接任古梅德總統的職務。1979年12月21日，宣布停火。原定於1980年初舉行選舉。英聯邦在過渡時期向該國派遣了一支觀察員部隊，即英聯邦監測部隊。英國提供了800名士兵和300名皇家空軍人員，以及小型海軍和海上特遣隊。澳大利亞，斐濟，肯尼亞和新西蘭的部隊人數也較少。一個由9人組成的英國先遣隊於12月8日抵達，開始建立後勤基地，隨後不久，主力部隊抵達。
戰爭將以軍事僵局結束。但是，在戰鬥停止後達成的政治妥協將有利於黑人民族主義者，特別是那些與薩努民族聯盟領導人羅伯特·穆加貝結盟的民族主義者。穆加貝本人在1980年4月28日的《紐約時報》上發表的一次採訪中說：“我們沒有贏得軍事勝利……我們達成了政治解決……妥協。”
在1980年選舉期間，穆加貝的游擊隊幹部被指控選民恐嚇選民，他們的某些部門被指控沒有按照《蘭開斯特議院協議》的規定在指定的游擊集會地點集會，國際觀察員和蘇美斯勳爵都是被指控尋找另一種方式。羅得西亞軍方可能曾認真考慮過1980年3月的政變。這場所謂的政變包括兩個階段：石英行動，對該國游擊集結點的協同攻擊；以及忙碌行動，穆加貝及其主要助手的暗殺。
但是，即使在所謂的非洲民族解放军恐嚇選民的情況下，也無法引起嚴重爭議，其中很大一部分黑人人口（特別是佔該國人口絕大多數的Shona語言集團）對穆加貝的支持。而且，顯然沒有任何外部支持來支持這種政變，此後不可避免的大火席捲了整個國家，破壞了該計劃。
1980年初的選舉由穆加貝贏得，穆加貝（ZAGA-PF）獲得63％的選票後成為總理。到1980年3月16日，所有的英聯邦部隊已經撤離，除了40名步兵教官，他們暫時留下來訓練新國家的軍隊。1980年4月18日，英國臨時統治結束，該國被國際承認為獨立國家。南羅得西亞的殖民地正式更名為津巴布韋，1982年4月18日，政府將該國首都從索爾茲伯里改名為哈拉雷。

## 結果
據羅得西亞政府統計，戰爭期間有2萬多人被殺。1972年12月至1979年12月，羅得西亞安全部隊的1,120名成員被殺，在羅得西亞被殺的游擊隊員為1,050，在莫桑比克和贊比亞被殺的人數不詳，共有7790名黑人平民和468名白人平民。
羅伯特·穆加貝上台後，逐漸採取行動鞏固自己的權力，與他的非人盟競爭對手和白人一起組成聯合政府。羅得西亞軍隊與游擊隊合併，組成津巴布韋國防軍，羅得西亞安全部隊與扎那拉和津人革部隊合併。約書亞·恩科莫獲得了一系列內閣職位。
然而，穆加貝在保持聯盟穩定和壓力以達到其追隨者對社會變革的期望之間陷入困境。非洲民族解放军和津人革部隊之間的衝突發生在1980年和1981年。1982年2月，穆加貝從內閣解雇了恩科莫和另外兩名非人盟部長，引發了該國講恩德貝勒地區的非人盟支持者與執政的津巴布韦非洲民族联盟之間的激烈戰鬥。在1982年至1985年之間，軍方鎮壓了Matabeleland和Midlands的Ndebele團體的武裝抵抗，這就是所謂的Gukurahundi，這是Shona的軍事鎮壓，大致上意味著“早雨在春雨之前洗去了穀殼”。 Gukurahundi運動也被稱為Matabeleland大屠殺。
津巴布韋軍方在北朝鮮訓練的第五旅被部署到馬塔貝萊蘭鎮，以壓制抵抗力量。德國記者莎莉·埃佩爾（Shari Eppel）估計，戰後的頭幾年，大約有20,000名Matabele被謀殺。大多數遇難者是公共處決的受害者。
非洲民族解放军和津人革之間的暴力一直持續到1987年。1987年12月，這兩個團體達成協議，使他們合併為一個由穆加貝領導的名為津巴布韦非洲民族联盟-爱国阵线的政黨。隨後，穆加貝成為總統並獲得了更多職權，因為總理職位被廢除了。
由於羅得西亞人對RENAMO的援助和支持，津巴布韋的邊界超出了津巴布韋的邊界，這也有助於影響莫桑比克內戰的爆發，這場內戰從1977年持續到1992年。該衝突奪去了100萬人的生命，並使約500萬人喪生。人們無家可歸。

## 延伸閱讀
- Cross, Glenn. . Solihull, UK: Helion & Company. 2017. ISBN 978-1-911512-12-7.

## 外部連結
- Rhodesian and South African Military History （页面存档备份，存于）: An extensive collection of histories and analysis of Rhodesian and South African military operations, to the early 1980s
- The bush war Leopard （页面存档备份，存于）: Leopard, Rhodesian Bush War landmine resisting vehicle.